# Peter van Pels
Peter van Pels (Osnabrück, Alemania; 8 de noviembre de 1926-Mauthausen, Austria; 5 de mayo de 1945) fue un inmigrante alemán residente de Ámsterdam, Países Bajos, amigo de Ana Frank y con quien compartió durante dos años oculto en un refugio durante la Segunda Guerra Mundial. En el Diario de Ana Frank aparece bajo el seudónimo de Peter van Daan.

## Biografía
Inmigró junto con sus padres, Hermann van Pels y Auguste van Pels, desde Alemania hacia Ámsterdam escapando de las persecuciones de los nazis, por su condición de judíos. Estudió en el Liceo Judío y se refugió en la parte posterior del número 263 de Prinsengracht el 13 de julio de 1942 hasta el 4 de agosto de 1944, cuando fueron allanados y detenidos por la Gestapo.
Al principio Peter, quien fue nombrado como "Peter van Daan" por Anne en su diario, era rechazado por la adolescente escritora pero, a medida que pasaban los meses, ambos se enamoraron y compartieron un breve romance que los ayudó a sobrellevar el encierro.
Al ser detenidos, fueron deportados al campo de tránsito de Westerbork. El 3 de septiembre de 1944, salieron rumbo al campo de concentración de Auschwitz, en Polonia donde permaneció junto a Otto Frank, presenció la selección donde pereció su padre en septiembre de 1944. El 5 de enero de 1945, fue seleccionado para una marcha de evacuación hacia el campo de exterminio de Mauthausen, en las cercanías de Linz, Austria, donde aparentemente y según Registros de la Cruz Roja Internacional falleció el 5 de mayo de 1945, tres días antes de la liberación por parte del Ejército estadounidense.

## En la ficción
La autora Ellen Feldman publicó la novela The boy who loved Anne Frank (2008, El muchacho que amó a Anne Frank), donde, en una trama de ficción, Peter van Pels había sobrevivido al Holocausto pero guardó silencio, se muda a Estados Unidos, donde se casa y florece en la década de 1950, con una esposa, hijos y una carrera exitosa, ocultando en todo momento su origen judío. Peter enfrenta con rabia los pensamientos de Anne, cuestionando la famosa frase «que la gente a pesar de todo es realmente buena de corazón», lo que le ocasionará al personaje una fuerte contradicción y lucha entre sus verdades y las mentiras que ha creado para poder tener una nueva vida.